# Matt Mitchell
Matt Mitchell (Berkeley, 16 marzo 1957) è un ex tennista statunitense.

## Carriera
Tennista specializzato nel doppio, ha ottenuto in questa disciplina i migliori risultati. Negli Slam ha infatti raggiunto le semifinali agli US Open 1986 e i quarti durante gli Australian Open 1984 e Roland Garros 1985.
Nel circuito principale ha vinto otto titoli, uno in singolare e sette nel doppio maschile.

## Statistiche

### Singolare

#### Vittorie (1)
| Numero | Anno            | Torneo                      | Superficie | Avversario in finale | Punteggio     |
| 1.     | 21 ottobre 1984 | Melbourne Indoor, Melbourne | Sintetico  | Pat Cash             | 6–4, 3–6, 6–2 |

### Doppio

#### Vittorie (7)
| Numero | Data            | Torneo                           | Superficie | Compagno           | Avversari in finale          | Punteggio     |
| 1.     | 12 ottobre 1980 | Brisbane International, Brisbane | Erba       | John McEnroe       | Phil Dent Rod Frawley        | 8-6           |
| 2.     | 5 ottobre 1981  | Hawaiian Open, Maui              | Cemento    | Tony Graham        | John Alexander James Delaney | 6–3, 3–6, 7–6 |
| 3.     | 10 ottobre 1982 | Melbourne Indoor, Melbourne      | Sintetico  | Francisco González | Syd Ball Rod Frawley         | 7–6, 7–6      |
| 4.     | 12 agosto 1984  | ATP Cleveland, Cleveland         | Cemento    | Francisco González | Martin Davis Chris Dunk      | 7–6, 7–5      |
| 5.     | 26 agosto 1984  | Cincinnati Open, Cincinnati      | Cemento    | Francisco González | Sandy Mayer Balázs Taróczy   | 4-6, 6-3, 7-6 |
| 6.     | 7 ottobre 1984  | Brisbane International, Brisbane | Sintetico  | Francisco González | Broderick Dyke Wally Masur   | 6-7, 6-2, 7-5 |
| 7.     | 27 ottobre 1985 | Melbourne Indoor, Melbourne      | Sintetico  | Brad Drewett       | David Dowlen Nduka Odizor    | 4–6, 7–6, 6–4 |